# Nidau (gemeente)
Nidau is een gemeente en plaats in het Zwitserse kanton Bern, en maakt deel uit van het district Biel/Bienne.
Nidau telt 6.766 inwoners.

## Overleden
- Robert Roth (1898-1959), worstelaar, olympisch kampioen